# BBÖ 1 sorozat
A BBÖ 1 sorozat egy osztrák 2B tengelyelrendezésű szerkocsis gőzmozdony sorozat volt a cs. kir. osztrák Államvasutaknál (k.k. österreichischen Staatsbhanen, kkStB), melyek eredetileg különböző magánvasutaktól származtak. 1923-ra az összes selejtezve lett.

## Története
Az 1.01-08 pályaszámokat a   k.k. priv. Kronprinz Rudolf-Bahn Gesellschaft (KRB) eredetű 57-71 pályaszámtartományú mozdonyok kapták. (a KRB-nél a személyvonati mozdonyok páratlan, a tehervonati  és szertartályos mozdonyok páros pályaszámokat kaptak). Az 1.09-13 számokat a k.k. Staatsbahn Tarvis–Pontafel-től érkezettek,  ezek korábban a KRB-nél üzemeltek 201-209 pályaszámokkal, az 1.14-23 pályaszámokat a KRB/ Kaiserin Elisabeth-Bahn/kkStB eredetűek, az 1.23-27 számokat pedig a volt Lemberg-Czernowitz-Jassy Eisenbahn (LCJE) IIIe sorozat 123-127 számú mozdonyok.
A KRB mozdonyok nevei GRIMMING, KOPPEN, OFFENSEE, SONNSTEIN, JAINZEN, SARSTEIN, GOSAU és PÖTSCHEN voltak, a  Tarvis–Pontafel mozdonyoké  VOGELBACH, SCHLITZA, FELLA, LUSCHARI és PREDIL. A kkStB által később átvett KRB rendelésű gépek az 1,14 LINZ , 1.15SEEKIRCHEN, 1.18 TRAUNTSTEIN pályaszámúak és nevűek voltak, illetve a később szállítottaknak már nem voltak neveik. Az LCJB mozdonyok nevei BURZA, BIEG, PARA, MOC és OGIÉN voltak.
Szinte az összes mozdonyt a Bécsújhelyi Mozdonygyár építette csupán az 1.19-23 pályaszámúak készültek Floridsdorfban.
Az 1.01-23 számú mozdonyok nagyobb részét átépítették. Forgóvázat kaptak és a 4 sorozat kazánjait és átsorolták őket a 2 sorozatba. Tételesen ezek az  1.01–05, 07–13, 15–17 és 19 pályaszámúak voltak. A 1.06 –t és az 1.14-et 1911-1912-ben selejtezték. Az 1.25-28-at rendre 1913, 1912, 1917 és 1910-ben selejtezték. A megmaradtak (1,18, 20-24) az első világháború után a BBÖ-höz kerültek. Közülük az 1.18-at 1924-ben eladták a Stiegl-Sörfőzdének Salzburgba, ahol 2 pályaszámot kapott. Az 1.20-at 1926-ban a Vasútmúzeum átvette, múzeumi tárgy és Bécsben a Technikai Múzeumban (német nyelven) megtekinthető. Az 1.24 –et voltaképpen a PKP kapta volna meg Od11-1 -ként, ám 1922-ben Linz-ben szétvágták.
A megmaradt mozdonyt a BBÖ 1923-ban selejtezte.

## Fordítás
- Ez a szócikk részben vagy egészben  a   kkStB 1 című német Wikipédia-szócikk fordításán alapul.  Az eredeti cikk szerkesztőit annak laptörténete sorolja fel. Ez a jelzés csupán a megfogalmazás eredetét és a szerzői jogokat jelzi, nem szolgál a cikkben szereplő információk forrásmegjelöléseként.